# Cyphonistes glabricollis
Cyphonistes glabricollis är en skalbaggsart som beskrevs av Hermann Burmeister 1847. Cyphonistes glabricollis ingår i släktet Cyphonistes och familjen Dynastidae. Inga underarter finns listade i Catalogue of Life.